# زواج المتعة

نِكَاحُ المُتْعَةِ أو النكاحُ المُؤَقَّتُ أو المُنْقَطِعُ هو نوع من الزواج المؤقت المسموح به في بعض المذاهب الإسلامية، مثل المذهب الشيعي الاثني عشري، ولكنه غير مقبول في المذاهب الإسلامية الأخرى مثل المذهب السني. يتميز زواج المتعة بوجود عقد زواج يحدد فترة معينة تنتهي بانتهاء المدة المتفق عليها بين الزوجين. هو أحد الأنكحة التي كانت موجودة في الجاهلية واستمر في زمن رسول الله الذي أذِن به مرة أو مرتين قبل أن ينزِل تحريمُه إلى يوم القيامة. فهو نكاح باطل حكمه حكم الزنى، وهذا هو الذي عليه أهل السنة والجماعة والإباضية والشيعة الزيدية. هو زواج يتقوم بالعقد والمدّة والمهر المعيّنين، لا يتوارث الزوجان فيه ولا تجب النفقة للمرأة على الزوج.  يصف المعارضون لزواج المتعة بأنه "دعارة شرعية"، واتجار بأجساد النساء. ويري البعض أنه قد ينتج عنه أطفال مجهولو النسب؛ نظرًا لكون الزواج مؤقتًا وتكرار تلك الزيجات خلال فترة قصيرة. في حين يرى الشيعة الِاثنا عَشرية أنه «جائز وأن الذي نهي عنه هو عمر بن الخطاب لا الرسول» ويستدلون لذلك بتمتع جابر الانصاري وابن عباس و ابو سعيد الخدري في زمن الخليفة الاول ابي بكر

 وبآية «فَمَا اسْتَمْتَعْتُمْ بِهِ مِنْهُنَّ فَآتُوهُنَّ أُجُورَهُنَّ فَرِيضَةً وَلَا جُنَاحَ عَلَيْكُمْ فِيمَا تَرَاضَيْتُم بِهِ مِن بَعْدِ الْفَرِيضَةِ».

## زواج المتعة عند المذاهب الإسلامية

### أهل السنة والجماعة
يرى أهل السنة أن الرسول قد نهى عنه يوم خبير أو يوم الفتح والذين قالوا: حرم يوم خيبر قالوا: ثم أبيح في غزوة الفتح، ثم نهي عنه في اليوم الثالث من يوم الفتح. وقيل: نهي عنه في حجة الوداع، قال أبو داود: وهو أصح.
ويقول الربيع بن سليمان: سمعت الشافعي يقول: لا أعلم في الإسلام شيئا أحل ثم حرم ثم أحل ثم حرم غير المتعة.
وفي تفسير الآية الكريمة «فَمَا اسْتَمْتَعْتُمْ بِهِ مِنْهُنَّ فَآتُوهُنَّ أُجُورَهُنَّ فَرِيضَةً وَلَا جُنَاحَ عَلَيْكُمْ فِيمَا تَرَاضَيْتُم بِهِ مِن بَعْدِ الْفَرِيضَةِ» ذكر بعض المفسرون في المراد من "الاستمتاع" في الآية قولين:
- أحدهماː أن المراد به هو "النكاح" الشرعي الصحيح، والمعنى: فما نكحتم من النساء فآتوهن أجورهن، أي: مهورهن. وهذا القول هو الأصوب في المراد بلفظ (الاستمتاع) في هذه الآية. روي عن ابن عباس رضي الله عنهما قوله: إذا تزوج الرجل منكم المرأة، ثم نكحها مرة واحدة، فقد وجب صداقها كله. ويكون معنى الآية كقوله سبحانه: {وآتوا النساء صدقاتهن نحلة} (النساء:4). وقال ابن زيد: (الاستمتاع): النكاح، وما في القرآن إلا نكاح. إذا أخذتها، واستمتعت بها، فأعطها أجرها الصداق. فإن وضعت لك منه شيئاً، فهو لك سائغ.

- الثاني: أن المراد بـ"الاستمتاع" هنا: اللذة والتمتع بالمرأة بغير النكاح المعهود. روى الطبري عن أبي نضرة، قال: سألت ابن عباس عن متعة النساء، فقال: أما تقرأ سورة النساء؟ قال: قلت: بلى! قال: فما تقرأ فيها: (فما استمتعتم به منهن إلى أجل مسمى)؟ قلت: لا! لو قرأتها هكذا ما سألتك! قال: فإنها كذا. وفي رواية قال: قرأت هذه الآية على ابن عباس: {فما استمتعتم به منهن}. قال ابن عباس: (إلى أجل مسمى). قال: قلت: ما أقرؤها كذلك! قال: والله لأنزلها الله كذلك! ثلاث مرات. وعن مجاهد، قال: {فما استمتعتم به منهن}، قال: يعني نكاح المتعة.

وقال ابن العربي: "وأما متعة النساء، فهي من غرائب الشريعة؛ لأنها أبيحت في صدر الإسلام، ثم حُرمت يوم خيبر، ثم أبيحت في غزوة أوطاس، ثم حرمت بعد ذلك، واستقر الأمر على التحريم، وليس لها أخت في الشريعة إلا مسألة القبلة، لأن النسخ طرأ عليها مرتين ثم استقرت بعد ذلك. وقد كان ابن عباس يقول بجوازها، ثم ثبت رجوعه عنها، فانعقد الإجماع على تحريمها؛ فإذا فعلها أحد رجم في مشهور المذهب".
قام الشيخ عبد المجيد الزنداني بإصدار فتوى تحلل زواج المتعة للمغتربين في الدول الغربية وقد أثار ذلك جدلًا كبيرًا حينها مع جامع الأزهر الذي رفض وأدان الفتوى السابق ذكرها.

### أدلة تحريم المتعة من القرآن الكريم وفق وجهة نظر أهل السنة
- فقد قال الله تعالى في سورة النساء ﴿وَالْمُحْصَنَاتُ مِنَ النِّسَاءِ إِلَّا مَا مَلَكَتْ أَيْمَانُكُمْ كِتَابَ اللَّهِ عَلَيْكُمْ وَأُحِلَّ لَكُمْ مَا وَرَاءَ ذَلِكُمْ أَنْ تَبْتَغُوا بِأَمْوَالِكُمْ مُحْصِنِينَ غَيْرَ مُسَافِحِينَ فَمَا اسْتَمْتَعْتُمْ بِهِ مِنْهُنَّ فَآتُوهُنَّ أُجُورَهُنَّ فَرِيضَةً وَلَا جُنَاحَ عَلَيْكُمْ فِيمَا تَرَاضَيْتُمْ بِهِ مِنْ بَعْدِ الْفَرِيضَةِ إِنَّ اللَّهَ كَانَ عَلِيمًا حَكِيمًا ۝٢٤﴾ [النساء:24]، فقد عبّر سبحانه بالاستمتاع دون الزواج وبالأجور دون المهور وهو ما يدل على جواز المتعة، لأن الأجر غير المهر وإتيان الأجر بعد الاستمتاع.
- قول الله تبارك وتعالى:﴿وَمَنْ لَمْ يَسْتَطِعْ مِنْكُمْ طَوْلًا أَنْ يَنْكِحَ الْمُحْصَنَاتِ الْمُؤْمِنَاتِ فَمِنْ مَا مَلَكَتْ أَيْمَانُكُمْ مِنْ فَتَيَاتِكُمُ الْمُؤْمِنَاتِ وَاللَّهُ أَعْلَمُ بِإِيمَانِكُمْ بَعْضُكُمْ مِنْ بَعْضٍ فَانْكِحُوهُنَّ بِإِذْنِ أَهْلِهِنَّ وَآتُوهُنَّ أُجُورَهُنَّ بِالْمَعْرُوفِ مُحْصَنَاتٍ غَيْرَ مُسَافِحَاتٍ وَلَا مُتَّخِذَاتِ أَخْدَانٍ فَإِذَا أُحْصِنَّ فَإِنْ أَتَيْنَ بِفَاحِشَةٍ فَعَلَيْهِنَّ نِصْفُ مَا عَلَى الْمُحْصَنَاتِ مِنَ الْعَذَابِ ذَلِكَ لِمَنْ خَشِيَ الْعَنَتَ مِنْكُمْ وَأَنْ تَصْبِرُوا خَيْرٌ لَكُمْ وَاللَّهُ غَفُورٌ رَحِيمٌ ۝٢٥﴾ [النساء:25] فكيف ينهى الله جل وعلى على نكاح الأمة ثم يرشد سبحانه وتعالى من لا يستطيع النكاح على أن ينكح الأمة مع أن نكاح الأمة أغلى بكثير من نكاح المتعة، فلا شك لو أرشده الله إلى المتعة لكان ذلك أولى –لو كانت المتعة حلالا. ولكن لما أرشده الله تبارك وتعالى إلى ملك اليمين بعد عجزه عن الزواج فدل على أنه لا متعة.
- قول الله تبارك وتعالى:﴿وَلْيَسْتَعْفِفِ الَّذِينَ لَا يَجِدُونَ نِكَاحًا حَتَّى يُغْنِيَهُمُ اللَّهُ مِنْ فَضْلِهِ وَالَّذِينَ يَبْتَغُونَ الْكِتَابَ مِمَّا مَلَكَتْ أَيْمَانُكُمْ فَكَاتِبُوهُمْ إِنْ عَلِمْتُمْ فِيهِمْ خَيْرًا وَآتُوهُمْ مِنْ مَالِ اللَّهِ الَّذِي آتَاكُمْ وَلَا تُكْرِهُوا فَتَيَاتِكُمْ عَلَى الْبِغَاءِ إِنْ أَرَدْنَ تَحَصُّنًا لِتَبْتَغُوا عَرَضَ الْحَيَاةِ الدُّنْيَا وَمَنْ يُكْرِهُّنَّ فَإِنَّ اللَّهَ مِنْ بَعْدِ إِكْرَاهِهِنَّ غَفُورٌ رَحِيمٌ ۝٣٣﴾ [النور:33] ولم يقل وليستمتع، مع أن كلمة ليستعفف على وزن كلمة ليستمتع. ولكن الله تعالى قال {وليستعفف الذين لا يجدون نكاحا حتى يغنيهم الله من فضله} ولم يقل الله تبارك وتعالى وليستمتع مع أن المتعة لا تكلف شيئاً.

### أدلة تحريم المتعة من السنة النبوية
بما ثبت في السنة في حل المتعة وإباحتها في بعض الغزوات ففي صحيح مسلم عن قيس قال:«سمعت عبد الله بن مسعود يقول : كنا نغزو مع رسول الله صلى لله عليه وسلم  ليس لنا نساء، فقلت ألا نستخصي ؟ فنهانا عن ذلك ثم رخص لنا أن ننكح المرأة بالثوب إلى أجل ثم قرأ عبد الله بن مسعود: " يا أيها الذين آمنوا لا تحرموا طيبات ما أحل الله لكم»" وعن جابر رضي الله عنه قال:«كنا نستمتع بالقبضة من التمر والدقيق الأيام على عهد رسول الله صلى لله عليه وسلم وأبي بكر حتى نهى عنه عمر بن الخطاب في شأن عمرو بن حريث» وعن سلمه بن الأكوع قال:«رخص رسول الله صلى لله عليه وسلم عام أوطاس في المتعة ثلاثا بالمتعة فانطلقت أنا ورجل إلي امرأة من بني عامر كأنها بكر عبطاء (الفتيه من الإبل الطويلة العنق) فعرضنا عليها أنفسنا فقالت ما تعطي فقلت ردائي وقال صاحبي ردائي وكان رداء صاحبي أجود من ردائي، وكنت أشب منه، فإذا نظرت إلي رداء صاحبي أعجبها وإذا نظرت إلي أعجبتها ثم قالت: أنت وردائك يكفيني، فمكثت معها ثلاثا ثم أن رسول الله صلى لله عليه وسلم قال: من كان عنده شيء من هذه النساء التي يتمتع فليخل سبيلها»، وعن الربيع بن سبره أن أباه حدثه«أنه كان مع رسول الله صلى لله عليه وسلم فقال: يا أيها الناس إني قد كنت أذنت لكم في الاستمتاع من النساء وان الله قد حرم ذلك إلي يوم القيامة فمن عنده منهن شيء فليخل سبيله ولا تأخذوا مما آتيتموهن شيئا . وفي حديث سبره أن رسول الله  نهى يوم الفتح عن متعة النساء». وعن علي رضي الله عنه «أن رسول الله  نهى عن نكاح المتعة وعن لحوم الحمر الأهلية زمن خبير». وكان ابن عباس رضي الله عنه يجيزها للمضطر فقط فقد روى عنه سعيد بن الجبير أن ابن العباس قال:«سبحان الله ما بهذا أفتيت وإنما هي كالميتة والدم ولحم الخنزير فلا تحل إلا للمضطر»، وعن محمد بن كعب عن ابن عباس قال:«إنما كانت المتعة في أول الإسلام كان الرجل يقدم البلدة ليس فيها معزمة فيتزوج المرأة بقدر ما يدري أنه يقيم، فتحفظ له متاعه وتصلح له شأنه حتى نزلت هذه الآية " إلا على أزواجهم أو ما ملكت أيمانهم " قال ابن عباس : فكل فرج سواها حرام، وأما أذن النبي  فيها فقد ثبت نسخه»، ويرى أهل السنة أن ابن عباس رجع عن فتواه بإباحة المتعة في حالة الضرورة لما رأى الناس قد أكثروا منها وتمادوا فيها.

### أحاديث في تحريمها
- عن سَبُرَة الجهني قال:«قال رسول الله صلى الله عليه وسلم : ( يا أيها الناس إني قد كنت أذنت لكم في الاستمتاع ألا وإن الله قد حرمها إلى يوم القيامة، فمن كان عنده منهن شيء فَلْيُخَل سبيلها، ولا تأخذوا مما آتيتموهن شيئاً )»[24][32]
- عن محمد بن علي عن علي بن أبي طالب: «" أن رسول الله صلى الله عليه وعلى آله وسلم نهى عن متعة النساء يوم خيبر، وعن أكل لحوم الحمر الإنسية»[33][34]
- عن الربيع بن ثبرة عن أبيه قال: «نهى رسول الله  عن نكاح المتعة عام الفتح»[24][35]
- عن سلمة بن الأكوع قال:«رخص لنا رسول الله  في متعة النساء عام أوطاس ثلاثة أيام ثم نهى عنها»[36][37]
- عن الربيع بن ثبرة قال: قال رسول الله ﷺ :«يا أيها الناس إني قد كنت أذنت لكم في الاستمتاع من النساء، وإن الله قد حرم ذلك إلى يوم القيامة، فمن كان عنده منهن شيئا فليخل سبيله ولا تأخذوا من ما آتيتموهن شيئا»[6]
- عن ابن عمر قال: لما ولى عمر بن الخطاب، خطب الناس فقال:«إن رسول الله صلى الله عليه وعلى آله وسلم  أذن لنا في المتعة ثلاثا، ثم حرمها، والله، لا أعلم أحدا يتمتع وهو محصن إلا رجمته بالحجارة، إلا أن يأتيني بأربعة يشهدون أن رسول الله صلى الله عليه وعلى آله وسلم  أحلها بعد إذ حرمها»[38][39]
- عن سالم بن عبد الله أن رجلا سأل عبد الله بن عمر رضي الله عنهما عن المتعة فقال حرام قال: «فان فلانا يقول فيها فقال : والله لقد علم أن رسول الله صلى الله عليه وعلى آله وسلم  حرمها يوم خيبر وما كنا مسافحين»[40][41]

### انعقاد الإجماع عند أهل السنة على تحريمها
وأما الإجماع، فقد أجمع الصحابة على تحريم هذا النكاح المسمى «متعة» لنهي النبي ﷺ عنه. وقد انعقد هذا الإجماع في شورى الصحابة حينما نهى عنها عمر رضي الله عنه وهو على المنبر أيام خلافته، وأقره الصحابة. فقد نُقل الإجماع على تحريم المتعة الإمام النووي(1) والمازري(2) والقرطبي(3) والخطابي(4) وابن المنذر(5) والشوكاني(6) والقاضي عياض(7) والجصاص(8) وغيرهم. كل هؤلاء نقلوا إجماع المسلمين على أن المتعة حرام.

### الخلاف هل هو زنا أم لا
أما كونه زنا يجب فيه الحد فهذا حصل فيه خلاف بين أهل العلم، فذهب الجمهور إلى أن نكاح المتعة ليس بزنا ولا يجب فيه الحد، وإنما يجب فيه التعزير البليغ على فاعليه، وإنما لم يعتبر زنا لوجود شبهة العقد فيه ولثبوت بعض أحكام النكاح له من ثبوت المهر إذا دخل بها، ولحوق نسب الولد بالزوج وحرمة المصاهرة ونحو ذلك مما يفارق به الزنا.
جاء في الموسوعة الفقهية الكويتية:
«تفق الفقهاء على أنه لا شيء على الرجل في نكاح المتعة من المهر والمتعة والنفقة ما لم يدخل بالمرأة ، فإن دخل بها فلها مهر المثل وإن كان فيه مسمى عند الشافعية ورواية عن أحمد وقول عند المالكية ، لأن ذكر الأجل أثر خللا في الصداق . وذهب الحنفية إلى أنه إن دخل بها فلها الأقل مما سمى لها ومن مهر مثلها إن كان ثمة مسمى ، فإن لم يكن ثمة مسمى فلها مهر المثل بالغا ما بلغ . وذهب المالكية والحنابلة في المذهب إلى أنه يجب لها بالدخول المسمى ...... واتفق الفقهاء أيضا على أنه إن جاءت المرأة بولد في نكاح المتعة لحق نسبه بالواطئ سواء اعتقده نكاحا صحيحا أو لم يعتقده ، لأن له شبهة العقد والمرأة تصير به فراشا . وتعتبر مدة النسب من وقت الدخول عند محمد من الحنفية وعليه الفتوى عند الحنفية , واتفقوا كذلك على أنه يحصل بالدخول في نكاح المتعة حرمة المصاهرة بين كل من الرجل والمرأة وبين أصولهما وفروعهما. وذهب جمهور الفقهاء الحنفية والحنابلة والمالكية على المذهب والشافعية على الصحيح إلى أنه لا حد على من تعاطى نكاح المتعة سواء كان ذلك بالنسبة للرجل أو المرأة لأن الحدود تدرأ بالشبهات والشبهة هنا هي شبهة الخلاف ، بل يعزر إن كان عالما بالتحريم لارتكابه معصية لا حد فيها ولا كفارة»
والذي يظهر في مقابل الصحيح عند الشافعية وقول ضعيف عند المالكية أنه إذا كانا عالمين بالتحريم فإنه زنا يوجب الحد، وبعض الفقهاء يفرق بين ما إذا عقد العقد بولي وشاهدين فلا يحد، وبين ما إذا عقد بينه وبين المرأة فحينئذ يجب الحد إذا حصل الوطء.
جاء في الموسوعة الفقهية الكويتية:
«ومقابل الصحيح عند الشافعية وقول ضعيف عند المالكية أنه يجب الحد على الواطئ والموطوءة في نكاح المتعة ، لأنه ثبت نسخه. وصرح الشافعية - كما جاء في فتح المعين - بأن الحد يسقط في نكاح المتعة إذا عقد بولي وشاهدين، فإن عقد بينه وبين المرأة وجب الحد إن وطئ»

### رؤية الزيدية
يخالفون الشيعة الاثنا عشرية في زواج المتعة ويستنكرونه، والشيعة الزيدية يقولون كالجمهور بتحريم نكاح المتعة ويؤكدون أن ابن عباس رجع عن تحليله، وقد وضح علماء الزيدية وجهة نظرهم حول بطلان استحلال زواج المتعة في كتاب الأحكام في الحلال والحرام" للهادي (1/444)

### رؤية الإباضية
يتفق الإباضية مع أهل السنة في حكم المتعة، جاء في كتاب «دراسات إباضية» حيث يقول الدكتور عمرو خليفة النامي:«وباستثناء الأمثلة التي ذكرناها أعلاه ، قد يختلف الإباضيون أو يتفقون في نواح عديدة من نظامهم الفقهي مع هذا المذهب الإسلامي أو ذاك . وما عدا ذلك فلا فارق كبيرا بين الفقه الإباضي والفقه السني بوجه عام . وإذا كان الإباضيون يرون نفس الرأي كالشيعة الإثنى عشرية في بعض المسائل ، فإنهم يختلفون عنهم أيضا في نقاط أخرى . ونكاح المتعة ، على سبيل المثال ، هي إحدى المسائل التي يرى فيها الإباضيون رأي السنة والفرع الزيدي ، لكن الشيعة الاثنى عشرية يعتبرونها شرعية»

### رؤية الإسماعلية
بحسب ماجاء في كتاب دعائم الإسلام الذي هو عمدة فقة الإسماعلية فإن نكاح المتعة حرام وقد نهى عنه الرسول حيث قال ابن حيون:«وإبطال نكاح المتعة موجود في كتاب الله تعالى .. وهذا هو الزنا المتعارف الذي لا شك فيه»

## شروط زواج المتعة بحسب ممن يحللونه
يعتمد الزواج المؤقت ـ كما في الزواج الدائم ـ على أربعة أركان هي: الزوجة، والعقد، والمدة والمهر.

### أحكام الزوجين
- أن يكون الزوجان في الزواج المؤقت مسلمَين، ويرى المتأخرون من فقهاء الإمامية جواز ذلك بين الزوج المسلم والكتابية، بينما حكموا بعدم جواز ذلك بين المسلمة والكتابي.[47][48]
- يستحب لمن أراد أن يتزوج زواجاً منقطعاً أن يختار المؤمنة العفيفة، ولا يجب السؤال عن حاله، أما لو كانت متّهمة فيجب السؤال.[49][50]
- المشهور كراهة التمتّع بالمشهورة بالزنا وهناك من قال بحرمته، ويستحب لمن أقدم على التمتع بها أن ينهاها عن الفجور، وهذا أيضاً غير مشروط في صحة العقد.[51]
- هناك خلاف بين الفقهاء في صحة التمتع بالفتاة البكر الرشيدة من دون إذن وليها فمنهم من قال ببطلان العقد ومنهم من قال بصحته[52]، ومن قال بصحة العقد وجوازه اختلفوا في حكم فض بكارتها فمنهم من قال بحرمته ومنهم من قال بكراهته.[53]

### أحكام العقد
- يتكون عقد المتعة كسائر العقود من الإيجاب والقبول. فأما الإيجاب فالمشهور أن يكون بصيغة الماضي وبأحد الألفاظ التالية: (زَوَّجْتُكَ) أو (مَتَّعْتُكَ) أو (أَنْكحْتُكَ)، ولا يتحقق العقد بمثل (التمليك) و (الهبة) و (الإجارة). وأما «القبول» فيجب أيضاً أن يكون بصيغة الماضي، وبلفظ (قَبِلْتُ النِّكاحَ) أو (قَبِلْتُ المُتْعَةَ) أو (قَبِلتُ التَّزْويجَ)، ويكفي فيه أيضاً أن يقول: (قَبِلْتُ) أو (رضيت).[54][55][56]
- ما يُشترط في الزواج الدائم أيضاً هو شرط في المنقطع أو المتعة.[56]
- يجوز للزوجين أن يشترطا کل ما ليس منافيا لمقتضى العقد من تعيين زمان أو مكان خاصين أو كيفية خاصة من الاستمتاعات.[52]

### أحكام المدّة
- من شروط صحة عقد الزواج المؤقت: ذكر المدّة وتعيينها.
- وعند عدم التعيين ينقلب إلى الدائم، وبعضهم حكم ببطلان العقد.
- ولابد ان تكون المدة متناسبة مع واقع الحال، فلا تكون 100 سنة مثلاً، حيث إن الغالب أن لا يمتد العمر إلى هذا المقدار، وأن لا تكون المدة مبهمة ولا كلية كأن يقولا: (لعدة أيام أو إلى أن يرجع الحجاج).
- يستطيع الزوج أن يهب لزوجته تمام المدة أو بعضها ولا حاجة لأن تقبل ذلك منه.[57]

### أحكام المهر
- لا يصحّ الزواج المؤقت من دون المهر.[58]
- تملك المرأة المهر بعد تحقق العقد ولكن لا تستقر لها الملكية إلاّ بعد تحقق الدخول وتمكين الزوج.[59]
- لو وهبها الزوج المدة قبل الدخول فالمتعين لها نصف المهر.[59]

### سائر الأحكام
- لا طلاق في زواج المتعة بل ينتهي العقد بانتهاء المدّة المعيّنة والمتفق عليها.[60]
- لا يصح ـ على المشهور ـ تجديد العقد المؤقت أو تبديله إلى الدائم قبل إتمام العدّة أو هبتها للزوجة.[61]
- وفي جواز هجر المرأة في الزواج المؤقت وترك مباشرتها أكثر من أربعة أشهر خلاف بين الفقهاء.[62]
- لا يجوز الجمع بين الأختين في الزواج المؤقت كالدائم.[63]
- من يحرم زواجها على الزوج في الزواج الدائم يحرم زواجها عليه في الزواج المؤقت، وكذا من يحرم زواجه على الزوجة في الزواج الدائم يحرم زواجه عليها في الزواج المؤقت.[64]
- الولد من المتمتع بها كالولد من الزوجة الدائمة في وجوب التوارث والنفقة وسائر الحقوق.[65]

### عدّة المرأة المتمتعة
يجب على المرأة المتمتعة بعد انتهاء مدّة العقد أو هبته باقيها لها، إن كان دخل بها ولم تكن حاملاً حين الانفصال، أن تعتدّ مدّة 45 يوماً، ولو كانت غير يائس فيجب عليها أن تعتدّ بحيضتين أو طهرين، على الاختلاف المذكور بين الفقهاء. والأول هو المشهور، وأما لو كانت حاملاً فعدّتها تنتهي بوضع الحمل.
إن مات زوج المرأة المتمتعة بها فإن كانت غير حامل فعليها أن تعتد أربعة أشهر وعشرة أيام ـ على المشهور ـ وقيل نصفها، وإن كانت حاملا فعليها أن تعتد أطول الفترتين فترة الحمل وعدة الوفاة.

## نقد
جادل بعض الكتاب الغربيين بأن المتعة تغطية على «بغاء الأطفال» وأنها تقترب من الدعارة، وترى موسوعة أكسفورد أنها فقط لإفراغ الشهوة الجنسية، كتب جولي بارشال «أن المتعة هي الدعارة الشرعية التي أقرتها السلطات الشيعية الاثنا عشرية»

## في الثقافة الشعبية
"The Girl Sitting Here" هو فيلم قصير عام 2021م من إخراج آزاده نيكزاده عن عقد زواج مؤقت. (بهار بيهاغي) شابة مقابل أموال لتغطية تكاليف الجراحة تتفاوض على عقد زواج مؤقت مع السيد بايام (نعمة دجورابشي).

## المتعة في إيران
قبل الموافقة على قانون حماية الأسرة لعام 1968م في إيران، كان للرجال الحق في أن يكون لهم أربع زوجات وعدد غير محدود من المحظيات. حدد قانون حماية الأسرة لعام 1968م القائم على القرآن شرط العدالة لتعدد الزوجات وكان الرجل ملزمًا بالحصول على إذن من المحكمة للزواج مرة أخرى. كما كان ينبغي للمحكمة أن تحقق معه وقدرته المالية، وفي الوقت المناسب، كان يجب عليه الاتصال بزوجته الأولى والتحقيق معها هي الأخرى. وبهذه الطريقة، كان الزواج مرة أخرى دون إذن من المحكمة يعتبر جريمة جنائية.
قانون حماية الأسرة لعام 1976م، مع الحفاظ على أجزاء من القانون السابق، خلق شروطًا أكثر صرامة لتعدد الزوجات. في هذا القانون، كانت "موافقة الزوجة الأولى" شرطًا ضروريًا أيضًا للزواج مرة أخرى. كان لهذا القانون أيضًا استثناءات ، على سبيل المثال، لم تكن موافقة المرأة التي لا تستطيع الإنجاب أو لا يمكن أن تقيم علاقات جنسية مع زوجها شرطًا، لكن كان للمرأة الحق في طلب الطلاق لأن زوجها تزوج ثانية. في هذا القانون، لم يكن هناك شيء محدد بشأن الاقتران ، لكن وزارة العدل طلبت من كتاب العدل الحصول على إقرار من كل رجل يتقدم بطلب للزواج المؤقت (المتعة) يفيد بعدم وجود زوجة أخرى له .
مع حدوث الثورة الإسلامية عام 1979م وإلغاء قانون حماية الأسرة الذي تم إقراره عام 1976، عادت قضية تعدد الزوجات والسراري إلى القوانين مرة أخرى. في عام 1983، تم إجراء تغييرات وإصلاحات في القانون المدني الإيراني ، مثل حقيقة أنه في الكتاب السابع من المجلد الثاني من هذا القانون ، بالإضافة إلى الاعتراف بالزواج المؤقت إلى جانب الزواج الدائم في قوانين البلاد ، تم أيضًا النظر في القوانين. لتلك المقالة. ومع ذلك ، فقد تأججت الجدل العام حول الزواج المؤقت والتسرية في منتصف الستينيات من خلال كلمات علي أكبر هاشمي رفسنجاني، رئيس البرلمان في ذلك الوقت ، الذي اقترح التسرية كحل للتعامل مع المشاكل الجنسية للشباب. ، ولكن هذا النقاش كان يغذيها معارضة العبء الذي نشأ والذي تم تهميشه لأكثر من عقد من الزمان. ومع ذلك ، فقد أثيرت فئة الزواج المؤقت في عام 2001 مع خطة إطلاق Chastity House ، والتي أُعلن فيما بعد أنه تم القبض عليها ولها تاريخ إجرامي. في غضون ذلك ، تم تسجيل عدة تقارير عن بيع خدمات جنسية من خلال أداء مؤته ، على سبيل المثال في قم التي يزورها آلاف الحجاج والمسافرين كل يوم.
مرة أخرى في عام 2006، دعا وزير الداخلية مصطفى بور محمدي إلى انتشار "المحظيات" (كزيجات مؤقتة) بهدف "منع انتشار الفساد في المجتمع". على الرغم من أن المتحدث باسم الحكومة غلام حسين إلهام أعلن لاحقًا أن "الكلمات الأخيرة لوزير الداخلية حول الزواج المؤقت كانت من منصب رجل دين وليس من رأي الحكومة". هذا لا علاقة له بالحكومة باعتبارها السلطة التنفيذية للبلاد ". كما صرح علي مطهري ، عضو اللجنة الثقافية للمجلس الإسلامي في عام 2016، أن الزواج المؤقت يساعد في المقام الأول على صحة الناس ، وتقل العقدة العقلية والعاطفية للناس بشكل كبير ، وتصبح القضايا الجنسية قضية طبيعية بالنسبة لهم. في قانون حماية الأسرة لعام 2011 ، في المادة 21 ، مع التأكيد على أن النظام القانوني لجمهورية إيران الإسلامية ، مع مقاربته لمركزية العلاقات الأسرية واستقرارها ، يعتبر الزواج الدائم أساس تكوين الأسرة، الزواج المؤقت جائز بناء على أحكام الشريعة والقانون المدني الإيراني ، وهو يعلم ويعتبر إلزامياً تسجيله في ثلاث حالات هي حمل الزوجة أو اتفاق الطرفين أو شرط في العقد . في المادة 51 ، يشبه عدم التسجيل في هذه الظروف عدم تسجيل الزواج الدائم الخاضع لعقوبات جنائية.
تشير الأبحاث إلى أن العوامل الاقتصادية والاحتياجات العاطفية والجنسية من أهم العوامل في ميل الرجال والنساء في إيران للزواج بشكل مؤقت. في الواقع ، يعتبر عدم رضا الرجال عن حياتهم الجنسية واحتياجات المرأة العاطفية من أهم وأبرز العوامل المعروفة التي تدفع الناس إلى الزواج. وفقًا للتقارير الرسمية وغير الرسمية، فإن عدد الزيجات المؤقتة في إيران آخذ في الازدياد وبطريقة ما تتلاشى المحرمات في المجتمع الإيراني.
بالإضافة إلى ذلك ، تم إنشاء مواقع على الإنترنت للترويج للتسرية وتعريف المتطوعين بعضهم ببعض. بما في ذلك عدة مواقع و "مدونة مؤقتة" ومدونة "حلال وحلال حلال" (مقر مؤتمر المتعة الحلال الأول في طهران أو قم). تعتبر بعض المصادر الإسلامية محتويات مثل هذه المدونات "بدعة دينية".

## كتب عنها
اهتم علماء الشيعة منذ العصور القديمة ولا يزال بتأليف الكتب والمقالات حول المتعة وصرحوا بجوازها، منها:
1. كتاب المتعة، تأليف: الشيخ الصدوق (381 ه‍).
2. كتاب المتعة، تأليف: الشيخ المفيد، (413 ه‍) وهو أحد كتبه الثلاثة في هذا الباب، والآخران هما كتاب «الموجز في المتعة» و «مختصر المتعة»
3. كتاب المتعة، تأليف: الشيخ مرتضى الأنصاري، (1218 ه‍)
4. كتاب المتعة، تأليف: محمد تقي الحكيم
5. رسالة في المتعة، تأليف: المجلسي ( 1111 ه‍).
6. كتاب المتعة: الزواج المؤقت عند الشيعة، تأليف: شهلا حائري (أطروحة دكتوراه).

## الهوامش
1- قال النووي: وقع الإجماعُ بعد ذلك على تحريمِها مِن جميع العُلَماءِ إلَّا الروافِضَ، وكان ابنُ عبَّاسٍ رضي الله عنه يقولُ بإباحتِها، ورُوِيَ عنه أنَّه رجع عنه.
2- قال المازري: انعقد الإجماع على تحريمه ولم يخالف فيه إلا طائفة من المتبدعة وتعلقوا بالأحاديث الواردة في ذلك وقد ذكرنا أنها منسوخة فلا دلالة لهم فيها
3- قال القرطبي: " أجمع السلف والخلف على تحريمها إلا من لا يلتفت إليه من الروافض
4- قال الخطابي: تحريم المتعة كالإجماع إلا عن بعض الشيعة ولا يصح على قاعدتهم في الرجوع إلى المختلفات إلى علي وآل بيته فقد صح عن علي أنها نسخت ونقل البيهقي عن جعفر بن محمد أنه سئل عن المتعة فقال هي الزنا بعينه.
5- قال بن المنذر: جاء عن الأوائل الرخصة فيه ولا أعلم اليوم أحدا يجيزها إلا بعض الرافضة. 
6- قال الإمام الشوكاني: ثم قد أجمع المسلمين على التحريم، ولم يبق على الجواز إلا الرافضة وليسوا ممن يحتاج إلى دفع أقوالهم، وليسوا هم ممن يقدح بالإجماع، فإنهم في غالب ما هم عليه مخالفون للكتاب والسنة ولجميع المسلمين.
7- قال القاضي عياض: أجمع العلماء على تحريمها إلا الروافض.
8 - قال الجصاص: وقد دللنا على ثبوت الحظر بعد الإباحة من ظاهر الكتاب والسنة وإجماع السلف ...ولا خلاف فيها بين الصدر الأول على ما بينا وقد اتفق فقهاء الأمصار مع ذلك على تحريمها ولا يختلفون

## وصلات خارجية
- زواج المتعة عند الشيعة الإمامية